# Jeholochelys
Jeholochelys is een geslacht van uitgestorven sinemydide schildpadden dat leefde tijdens het Vroeg-Krijt van wat nu China is. 

## Naamgeving
Het holotype-exemplaar PMOL-AR00211 werd ontdekt in de Jiufotang-formatie van Sihedang in Lingyuan, in het westen van Liaoning. In 2018 benoemden de Chinese paleontologen Shao Shuai, Li Lan, Yang Yang en Zhou Chang-Fu het nieuwe geslacht en de nieuwe soort Jeholochelys lingyuanensis op basis van het exemplaar. De geslachtsnaam bestaat uit 'Jehol', wat verwijst naar de Jehol Biota, en chelys, wat Grieks is voor schildpad. De soortaanduiding verwijst naar de vindplaats in Lingyuan.
Zeven skeletten werden beschreven in de studie, vijf bijna compleet, en twee bestaande uit pantsers (vier lijken juvenielen te zijn), en honderden schildpadfossielen zijn gevonden in het gebied. De beschreven exemplaren worden bewaard in het paleontologisch museum van Liaoning. De paratypen zijn AR00190, PMOL-AR00213, PMOL-AR00214, PMOL-AR00217, PMOL-AR00218 en PMOL-AR00222.

## Beschrijving
Jeholochelys werd ruim twintig centimeter lang.

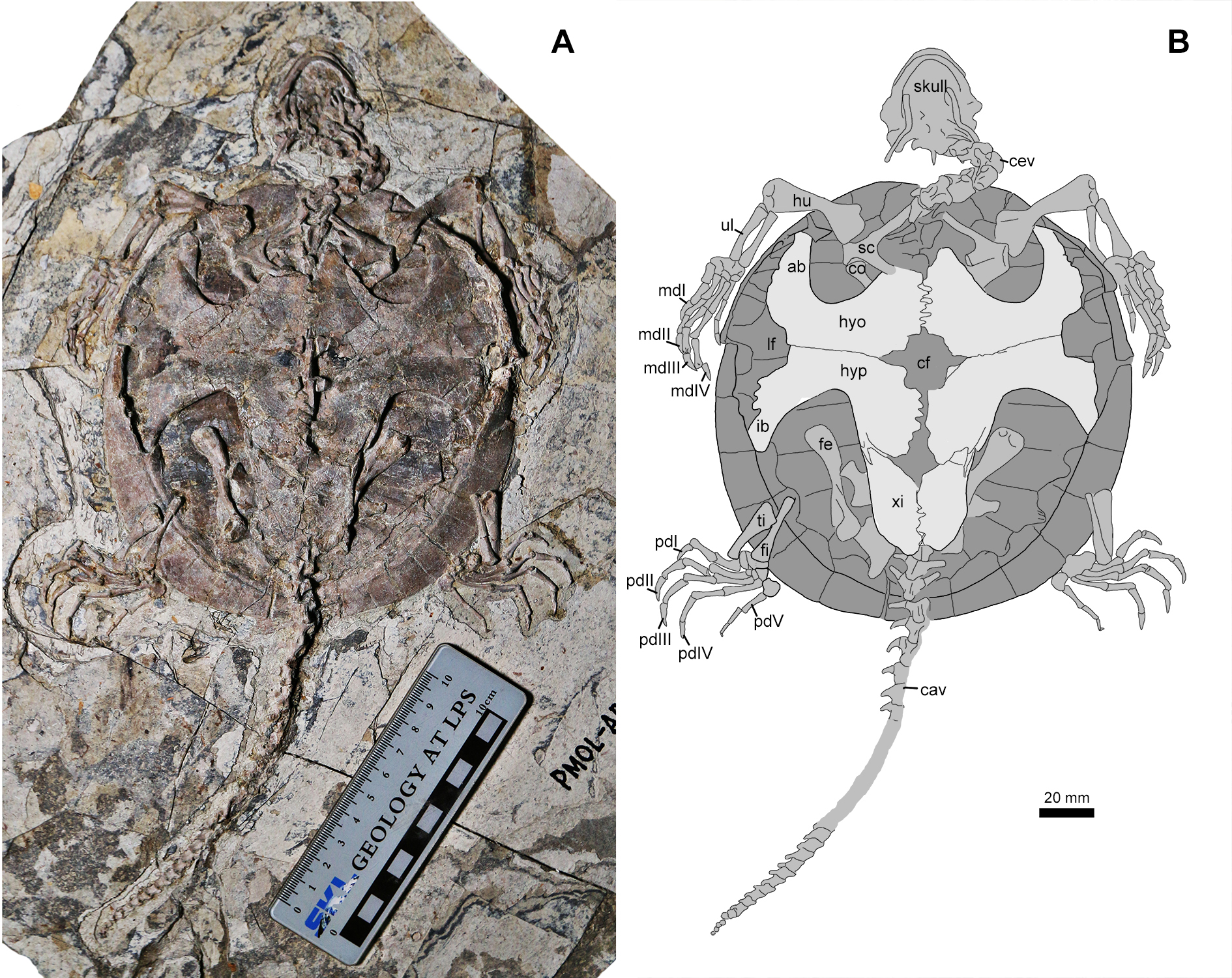
Het paratype PMOL-AR00213

De beschrijvers wisten geen autapomorfieën, unieke afgeleide eigenschappen, vast te stellen maar wel een ongebruikelijke combinatie van kenmerken die op zich niet uniek zijn. Het neusbeen ontbreekt. De prefrontalia raken elkaar op de middenlijn. Het schedeldak is smal tussen de oogkassen. Aan beide zijden zijn de wandbeenderen verbreed langs de kammen boven de oogkassen. Het wandbeen raakt het squamosum niet. De kam boven de oogkas is iets langer dan de hoorn op het squamosum. De inham op de bovenste slaap is matig ontwikkeld. Er bevinden zich beenplaten op de schedel. Het schild heeft een ovaal profiel, duidelijk langer dan breed. De inham in de nekrand van het schild is ondiep. Het schild mist preneuralia. Er zijn acht neuralia. Er zijn twee ongeveer even grote suprapygalia. Een pygale is aanwezig. De derde costalia hebben evenwijdige voorzijden en achterzijden. Er ligt een beenplaat op de nek. De platen op de wervels zijn breder dan lang. De eerste wervelplaat is breder dan de nekplaat en raakt de tweede randplaat. De centrale en achterste openingen in het buikschild ontbreken. De zijopeningen in het buikschild zijn groot. De vijfde teen telt vier teenkootjes.
Jeholochelys leefde in zoet water en werd gekenmerkt door hyperfalangie, de toename van het aantal kootjes in de tenen (het had één extra kootje in de vijfde teen vergeleken met wat gebruikelijk is bij levende schildpadden dus met een formule van 2-3-3-3-4). Deze toestand wordt vaak in verband gebracht met tetrapoden met een aquatische levensstijl, waar het bijdraagt aan de vorming van lange vinnen bij bijvoorbeeld moderne walvissen, evenals bij de uitgestorven ichthyosauriërs en plesiosauriërs. Moderne schildpadden met een zachte schild vertonen ook hyperfalangie, maar hoewel dit niet resulteert in lange vinnen, kan het helpen het peddeloppervlak te vergroten en de waterverplaatsing te bevorderen. Andere water- en zeeschildpadden hebben in plaats daarvan langwerpige ledematen en vingerkootjes, en landschildpadden hebben korte ledematen en voeten.

## Fylogenie
Jeholochelys bleek verwant te zijn aan naast elkaar bestaande sinemydide schildpadden, het nauwst aan Xiaochelys en Changmachelys, en net als andere verwanten uit het Krijt, had het een pantser met een lage koepel. Fossielen van Jeholochelys worden beschouwd als bewijs dat hyperfalangie meerdere keren is geëvolueerd onder schildpadden; andere naast elkaar bestaande sinemydiden hadden geen extra kootje. De proporties van de voorpoot in Jeholochelys waren vergelijkbaar met die van schildpadden met zacht schild, en het kan in vergelijkbare mate zijn aangepast aan aquatische gewoonten.